# Saulxures (Bas-Rhin)
Pour les articles homonymes, voir Saulxures.
Saulxures (Sacîres en welche) est une commune française située dans la circonscription administrative du Bas-Rhin et, depuis le 1er janvier 2021, dans le territoire de la Collectivité européenne d'Alsace, en région Grand Est.
Cette commune se trouve dans la région historique et culturelle d'Alsace (malgré une appartenance historique à la Lorraine).

## Géographie

### Communes limitrophes
|                                          | Plaine    | Saint-Blaise-la-Roche |
| Belval (Vosges)                          | Saulxures | Colroy-la-Roche       |
| Saint-Stail (Vosges) Le Vermont (Vosges) |           | Bourg-Bruche          |

### Géologie et relief
La superficie de la commune est de 1 284 hectares ; son altitude varie entre 420 et 812 mètres.
Col du Hantz, 641 m reliant Belval, commune du département des Vosges.

### Hydrographie
La commune est dans le bassin versant du Rhin au sein du bassin Rhin-Meuse. Elle est drainée par la Bruche, le ruisseau de Champenay, le ruisseau de Grandroue et le ruisseau de Saulxures,.
La Bruche, d'une longueur de 77 km, prend sa source dans la commune de Urbeis et se jette  dans l'Ill à Strasbourg, après avoir traversé 37 communes. 

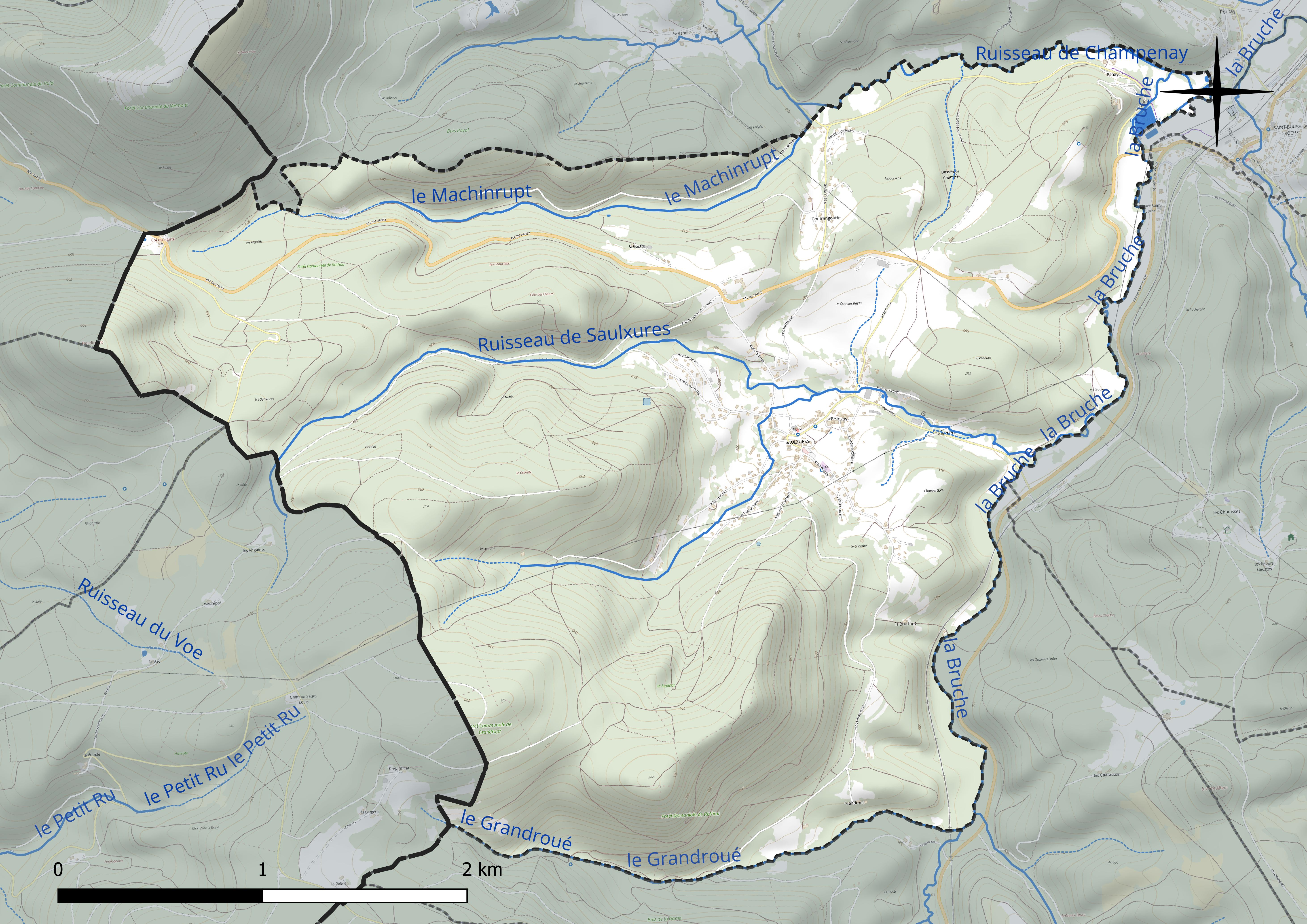
Réseau hydrographique de Saulxures.

Un plan d'eau complète le réseau hydrographique : l'étang du Breux (0,8 ha),.

### Climat
Pour des articles plus généraux, voir Climat du Grand Est et Climat du Bas-Rhin.
En 2010, le climat de la commune est de type climat de montagne, selon une étude du Centre national de la recherche scientifique s'appuyant sur une série de données couvrant la période 1971-2000. En 2020, Météo-France publie une typologie des climats de la France métropolitaine dans laquelle la commune est exposée à un climat semi-continental et est dans la région climatique  Vosges, caractérisée par une pluviométrie très élevée (1 500 à 2 000 mm/an) en toutes saisons et un hiver rude (moins de 1 °C). 
Pour la période 1971-2000, la température annuelle moyenne est de 9 °C, avec une amplitude thermique annuelle de 16,7 °C. Le cumul annuel moyen de précipitations est de 1 152 mm, avec 12,4 jours de précipitations en janvier et 10,9 jours en juillet. Pour la période 1991-2020, la température moyenne annuelle observée sur la station météorologique de Météo-France la plus proche, « Belmont », sur la commune de Belmont à 8 km à vol d'oiseau, est de 7,0 °C et le cumul annuel moyen de précipitations est de 1 341,9 mm. 
La température maximale relevée sur cette station est de 30,9 °C, atteinte le 5 juillet 2015 ; la température minimale est de −20,3 °C, atteinte le 20 décembre 2009,,. 
Les paramètres climatiques de la commune ont été estimés pour le milieu du siècle (2041-2070) selon différents scénarios d'émission de gaz à effet de serre à partir des nouvelles projections climatiques de référence DRIAS-2020. Ils sont consultables sur un site dédié publié par Météo-France en novembre 2022.

## Urbanisme

### Typologie
Au 1er janvier 2024, Saulxures est catégorisée commune rurale à habitat dispersé, selon la nouvelle grille communale de densité à sept niveaux définie par l'Insee en 2022.
Elle est située hors unité urbaine et hors attraction des villes,.

### Occupation des sols
L'occupation des sols de la commune, telle qu'elle ressort de la base de données européenne d’occupation biophysique des sols Corine Land Cover (CLC), est marquée par l'importance des forêts et milieux semi-naturels (76,5 % en 2018), en diminution par rapport à 1990 (82,7 %). La répartition détaillée en 2018 est la suivante : forêts (73,4 %), prairies (12,4 %), zones agricoles hétérogènes (7,3 %), zones urbanisées (3,7 %), milieux à végétation arbustive et/ou herbacée (3,1 %). L'évolution de l’occupation des sols de la commune et de ses infrastructures peut être observée sur les différentes représentations cartographiques du territoire : la carte de Cassini (XVIIIe siècle), la carte d'état-major (1820-1866) et les cartes ou photos aériennes de l'IGN pour la période actuelle (1950 à aujourd'hui).

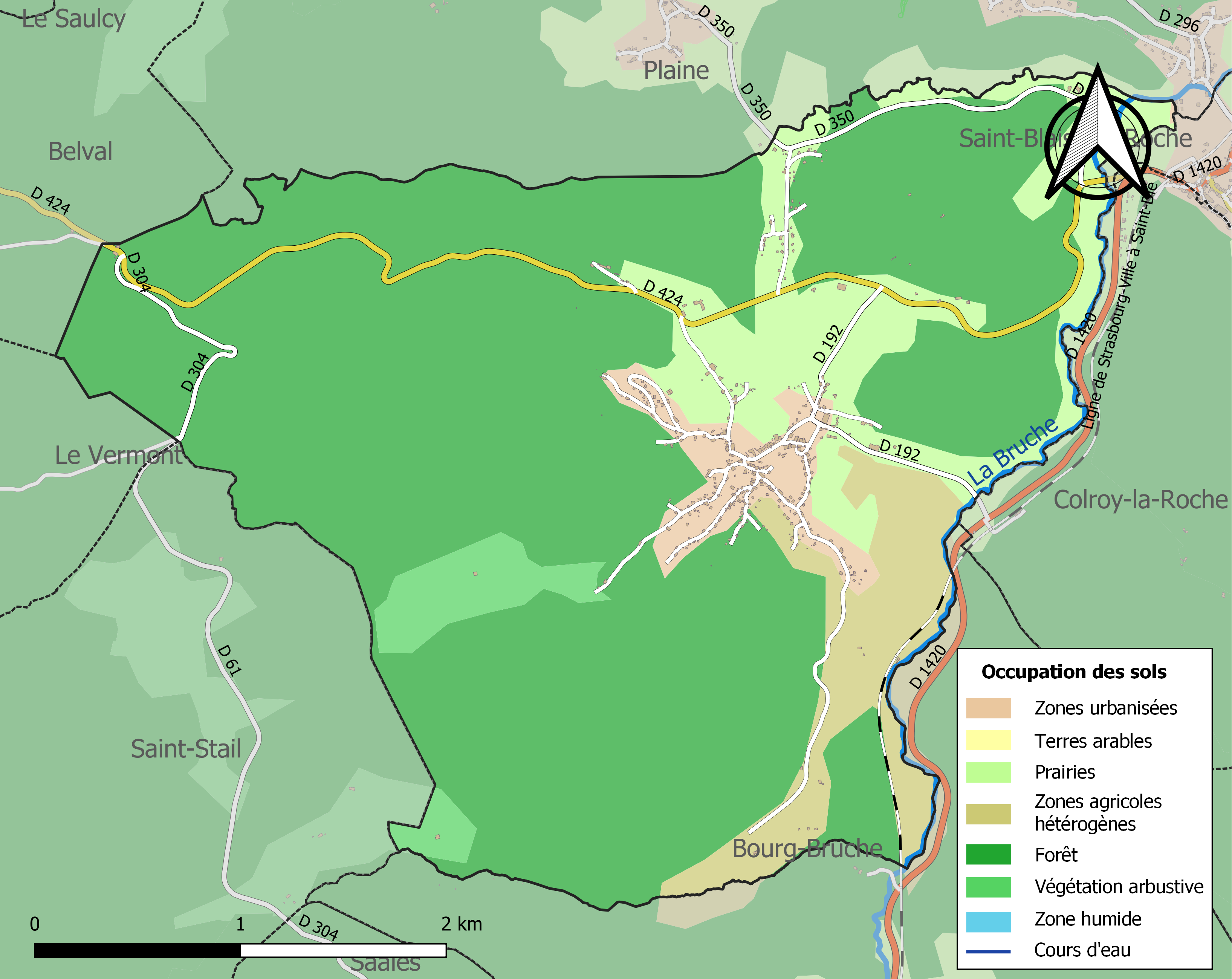
Carte des infrastructures et de l'occupation des sols de la commune en 2018 (CLC).

## Toponymie
On trouve les graphies anciennes Saussure en 1793 et Sauxures en 1801.

La dénomination allemande est Salzern.
Issu de salsus ou de salsa, dérivé de sel. Le vieux haut germanique employait sulza pour désigner l'eau salée. Les sources et les mines de sel gemme ont donné les toponymes Saulxures, pluriel du latin salsura « salage, saumure » qui avait dû prendre le sens de « source salée, mine de sel gemme ».

La Lorraine est une région riche en sel, Saulxures rappelle les mines proches de sel gemme.

## Histoire
Le village apparaît dans l’histoire au XIVe siècle. Il fait alors partie du comté de Salm. Lors du partage de souveraineté entre les deux branches familiales, Saulxures échoit à Jean IX de Salm, dont la part revient, par héritage, à la maison de Lorraine. Il reste lorrain jusqu’en 1751, date à laquelle un nouveau partage l’incorpore à la principauté de Salm.
Annexée à la France et englobée dans le département des Vosges comme le reste de la principauté en 1793, Saulxures est d'abord inclus dans le canton de Plaine qui sera versé en 1801 dans celui de Saales.
Saulxures est séparée en même temps que Plaine, La Broque et Grandfontaine par le traité de Francfort. Les Allemands le rebaptisent Salzern (1915). En 1919, la commune restera dans le Bas-Rhin.

## Politique et administration

### Liste des maires
| Période                                  | Période                   | Identité                                     | Étiquette | Qualité              |
| ---------------------------------------- | ------------------------- | -------------------------------------------- | --------- | -------------------- |
| Les données manquantes sont à compléter. |                           |                                              |           |                      |
| 1983                                     | 1984                      | Robert Martin (1927-2011)                    |           | Psychologue scolaire |
| mars 2001                                | 2008                      | Gérard Oury                                  |           |                      |
| mars 2008                                | En cours (au 31 mai 2020) | Hubert Herry, Réélu pour le mandat 2020-2026 |           | Ambulancier          |

## Population et société

### Démographie
L'évolution du nombre d'habitants est connue à travers les recensements de la population effectués dans la commune depuis 1793. Pour les communes de moins de 10 000 habitants, une enquête de recensement portant sur toute la population est réalisée tous les cinq ans, les populations de référence des années intermédiaires étant quant à elles estimées par interpolation ou extrapolation. Pour la commune, le premier recensement exhaustif entrant dans le cadre du nouveau dispositif a été réalisé en 2008.

En 2022, la commune comptait 505 habitants, en évolution de −2,13 % par rapport à 2016 (Bas-Rhin : +3,17 %, France hors Mayotte : +2,11 %).
| 1793 | 1800 | 1806 | 1821  | 1831  | 1836  | 1841  | 1846  | 1851  |
| ---- | ---- | ---- | ----- | ----- | ----- | ----- | ----- | ----- |
| 843  | 830  | 890  | 1 031 | 1 153 | 1 203 | 1 212 | 1 181 | 1 185 |

| 1856  | 1861  | 1866  | 1871 | 1875  | 1880 | 1885 | 1890 | 1895 |
| ----- | ----- | ----- | ---- | ----- | ---- | ---- | ---- | ---- |
| 1 054 | 1 129 | 1 097 | 991  | 1 001 | 877  | 744  | 725  | 692  |

| 1900 | 1905 | 1910 | 1921 | 1926 | 1931 | 1936 | 1946 | 1954 |
| ---- | ---- | ---- | ---- | ---- | ---- | ---- | ---- | ---- |
| 713  | 703  | 670  | 601  | 672  | 540  | 489  | 460  | 416  |

| 1962 | 1968 | 1975 | 1982 | 1990 | 1999 | 2006 | 2008 | 2013 |
| ---- | ---- | ---- | ---- | ---- | ---- | ---- | ---- | ---- |
| 366  | 359  | 384  | 391  | 393  | 457  | 518  | 533  | 516  |

| 2018 | 2022 | - | - | - | - | - | - | - |
| ---- | ---- | - | - | - | - | - | - | - |
| 508  | 505  | - | - | - | - | - | - | - |

## Culture locale et patrimoine

### Lieux et monuments
- Le manoir de Bénaville

Ensemble immobilier de cinq bâtiments, dont un manoir, construit au temps de la splendeur du textile dans la vallée de Champenay, la villa, une extension construite à l'époque par le propriétaire pour sa fille, un atelier-garage, une chapelle sur la hauteur et enfin un bâtiment datant de 1968 visible depuis le RD 1420.
À partir de cette date, l'ensemble est converti en maison de repos et de convalescence appartenant à la MPN, Mutuelle de la Police Nationale de la Région Alsace-Franche-Comté. Cependant, les convalescents-policiers n'ont représenté que 1 à 2 % des pensionnaires. Cette maison est par la suite devenue un service psychiatrique et d'aide et de rééducation pour handicapés physiques.
De 1995 à 2000 avant la fermeture, cette maison accueillait notamment des personnes atteintes de pathologies très lourdes. Puis en 2000, les lits médicaux ont été vendus lors de la réorganisation du SROS, schéma régional d'organisation sanitaire. Dès lors que cette maison n'avait plus aucun agrément ni aucune vocation à caractère médical, elle a été mise en vente.
- La gare de Saulxures.
- Le rocher du Vertgalant.
- L'église Saint-Michel.

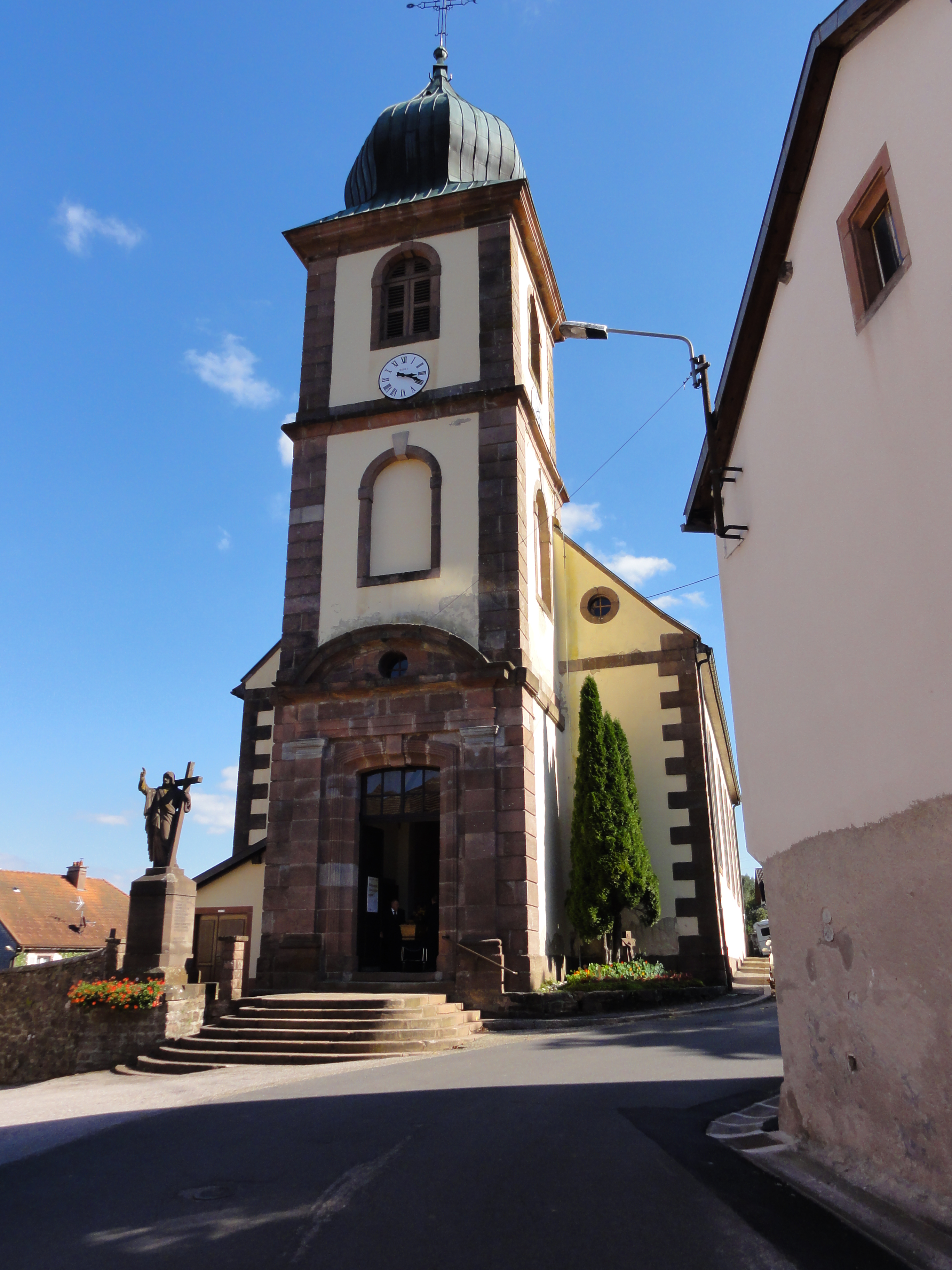
Église Saint-Michel.
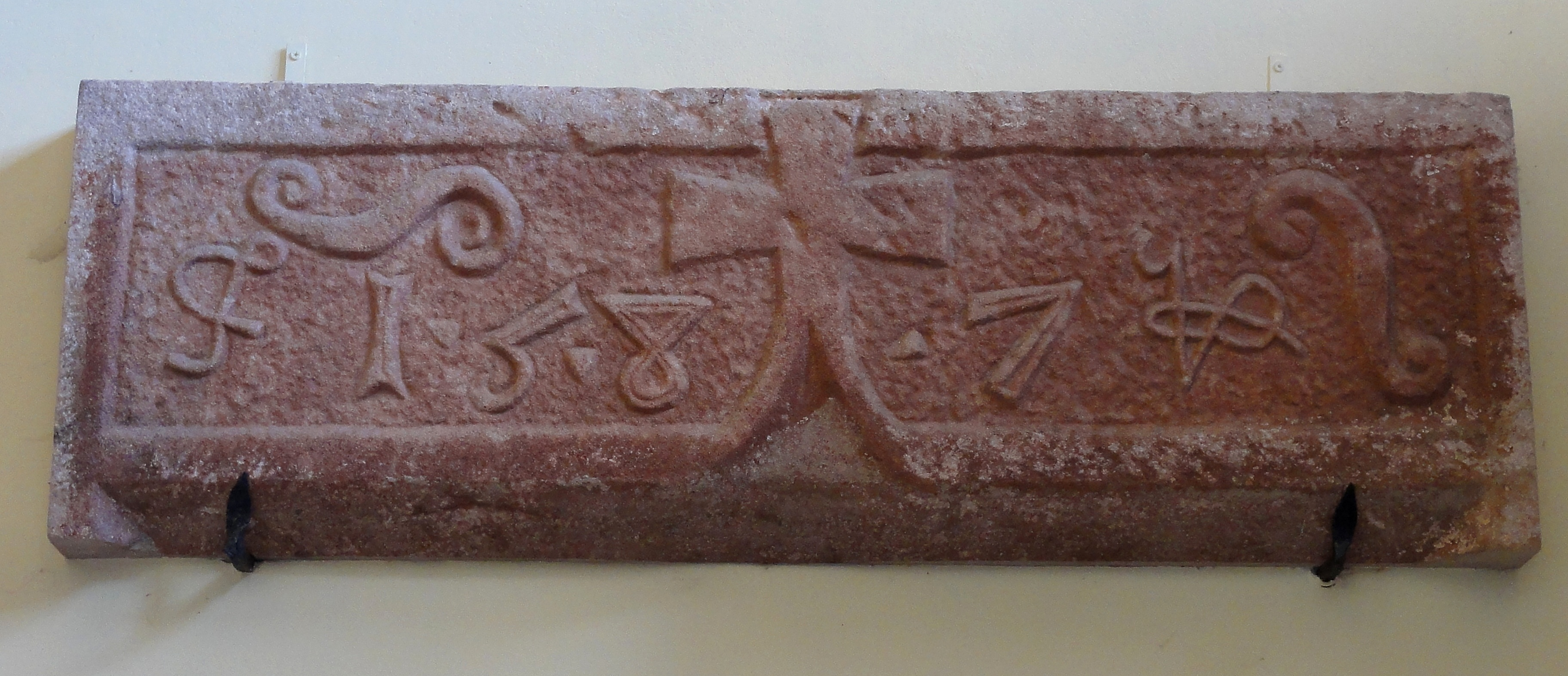
Linteau (1587) encastré dans le mur.
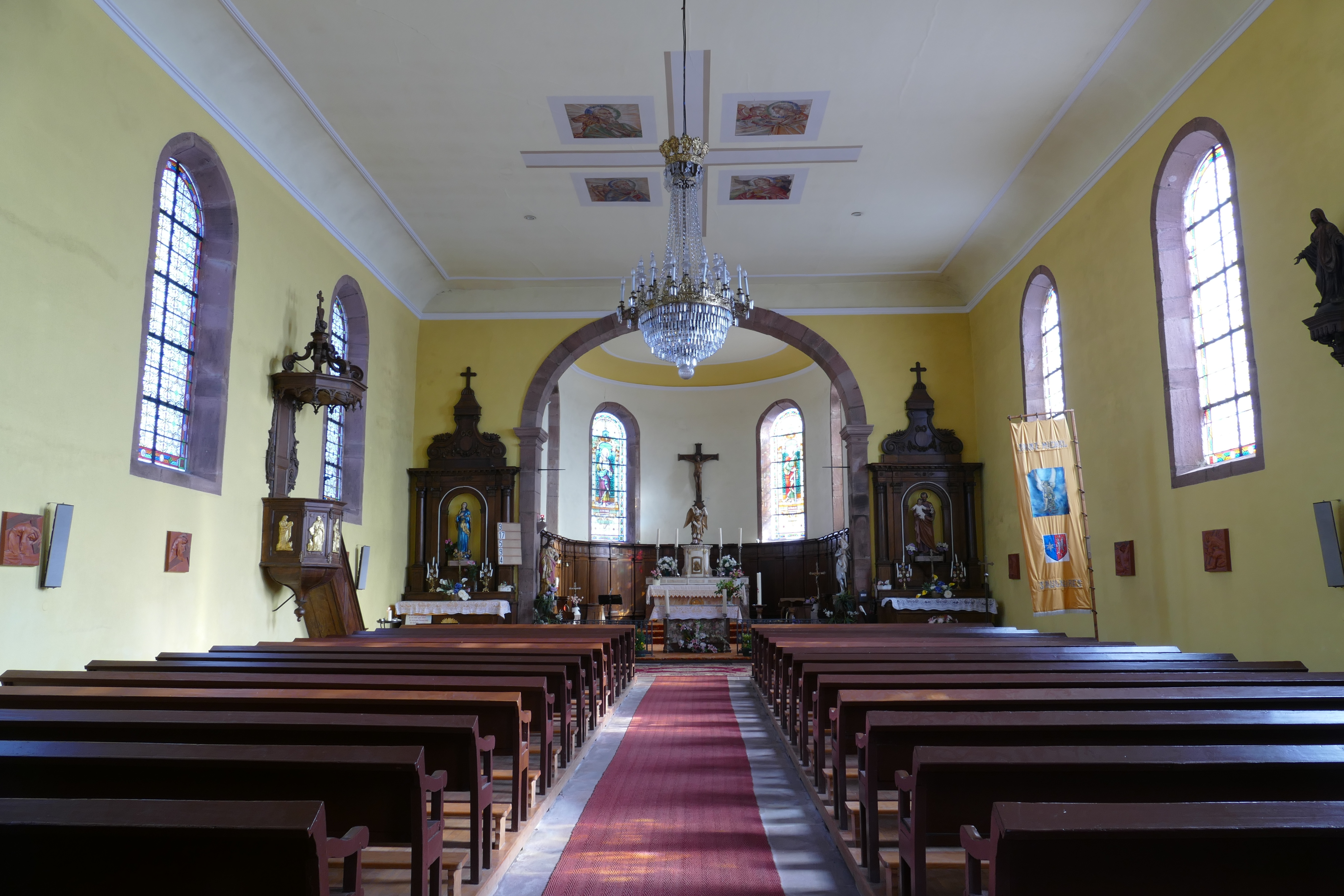
Vue intérieure de la nef vers le chœur.
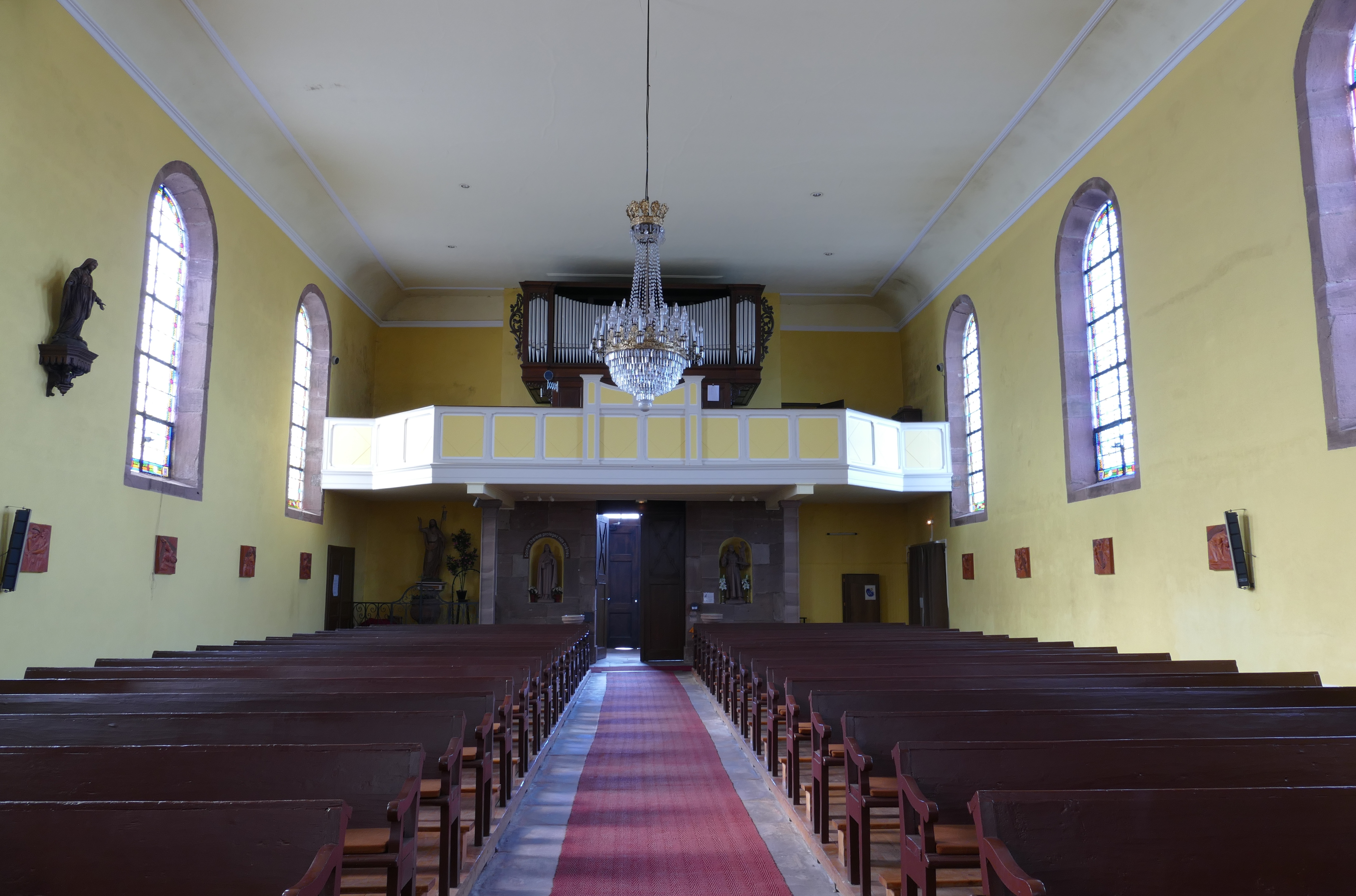
Vue intérieure de la nef vers la tribune d'orgue.

### Personnalités liées à la commune
Florian Jean Baptiste Demange, né le 25 avril 1875 à Saulxures (Bas-Rhin) et mort le 9 février 1938 à Taegu (Corée), missionnaire catholique en Corée du Sud : il est prêtre à Pusan, professeur au Grand Séminaire de Yongsan, rédacteur en chef du journal catholique le Kyung-hyang Shin-mun de 1906 à 1911. Il est nommé évêque de Taegu, deuxième diocèse de Corée du Sud, à partir de 1911. Il fonde le Grand Séminaire de Taegu (1913), un couvent de sœurs (1915) et rédige un catéchisme national (1931). Il consacre son diocèse à Notre-Dame de Lourdes à qui il promet de fonder une grotte de Massabielle ou de Lourdes si jamais se réalisent la construction de l'évêché, du séminaire et l'agrandissement de la cathédrale.

### Héraldique
| Blason de Saulxures | Blason  | Parti : au premier d'azur à l'étoile de six rais d'argent, au second de gueules aux deux saumons adossés d'argent accompagnés de quatre croisettes du même.                                   |
| Blason de Saulxures | Détails | L'étoile à six branches est des sires de Hohenbourg, premiers occupants du mont Sainte-Odile ; les saumons sont des comtes de Salm en Vosges, les seuls qui soient accompagnés de croisettes. |